# Algoriphagus antarcticus
Algoriphagus antarcticus ist eine Bakterienart. Sie wurde in einem See innerhalb der Antarktis gefunden. Die Gattung Algoriphagus wird zu den Phylum Bacteroidetes, auch als Cytophaga-Flavobacterium-Cluster bezeichnet, gestellt. Bakterien dieser Gruppe zählen zu den dominierenden Bakteriengruppen im Meer. Sie spielen wahrscheinlich eine wichtige Rolle innerhalb der Zersetzung von organischen Resten (Remineralisierung) im Meer. Viele Arten der Bacteroidetes sind auch im Darm von Säugetieren zu finden.

## Merkmale und Wachstum
Die Art wurde aus Mikrobenmatten innerhalb der Antarktis isoliert. Die Kultivierung wurde mit einem marinen Agar durchgeführt.
Die Zellen sind stäbchenförmig. Die Länge kann zwischen 2 und 3 μm liegen, die Breite beträgt bis zu 0,5 μm. Die Kolonien in einen marinen Agar erreichen nach 6 Stunden Größen von 0,5–3 mm mit einer orange-roten Farbe.
Algoriphagus ist auf Sauerstoff angewiesen, es ist aerob. Der Stoffwechsel ist Chemoorganotroph. Wachstum erfolgt bei Temperaturen zwischen 5 und 25 °C. Die Art ist somit „kälteliebend“ (psychrophil). Es werden Salzgehalte (NaCl) von 0 bis 5 % toleriert. Optimales Wachstum erfolgt bei 20 °C und 2 % NaCl-Gehalt. Pektin und Tyrosin werden nicht hydrolysiert. Von Kohlenhydraten wird keine Säure gebildet. Der Anteil von Guanin und Cytosin innerhalb der DNA (GC-Gehalt) liegt zwischen 39,9 und 41,0. Der Gram-Test verläuft negativ.

## Systematik
Algoriphagus antarcticus wurde im Jahr 2004 erstbeschrieben. Fundorte waren die Seen Reid, Fryxellsee und Ace in der Antarktis.  Die Gattung Algoriphgus zählt zu der Familie Cyclobacteriaceae. Diese wird zu dem Phylum Bacteroidetes gestellt. Zu der Gattung Algoriphagus zählen ca. 50 Arten (Stand Oktober 2021).

## Genutzte Literatur
- Krieg, N.R.; Ludwig, W.; Whitman, W.B.; Hedlund, B.P.; Paster, B.J.; Staley, J.T.; Ward, N.; Brown, D.; Parte, A.: Bergey's Manual of Systematic Bacteriology. Volume 4: The Bacteroidetes, Spirochaetes, Tenericutes (Mollicutes), Acidobacteria, Fibrobacteres, Fusobacteria, Dictyoglomi, Gemmatimonadetes, Lentisphaerae, Verrucomicrobia, Chlamydiae, and Planctomycetes. Springer, 2010, ISBN 978-0-387-68572-4, S. 423–441.